# Peggy Gilbert
Peggy Gilbert, nascida com o nome de Margaret F. Knechtges (Sioux City, 17 de janeiro de 1905 – Burbank 12 de fevereiro de 2007), foi uma saxofonista e líder de banda jazz norte-americana.

## Biografia
Peggy Gilbert ganhou renome como intérprete de música jazz feminina, com uma carreira que durou mais de 80 anos. Quando tinha apenas 7 anos de idade, ela tocava piano e violino com a banda musical do seu pai; mais tarde descobriu a música jazz, e começou a tocar saxofone. Depois do liceu, ela representou em teatros e resorts locais, e tornou-se uma pioneira tanto no rádiocomo na televisão. Em 1928 mudou-se para Hollywood, onde apareceu nos primeiros filmes e fez tornes com espectáculos de vaudeville dos Fanchon and Marco.
Em 1933 fundou a sua própria banda de jazz constituída somente por elementos femininos (cujo nome mudou várias vezes: desde "Peggy Gilbert and Her Metro Goldwyn Orchestra" a "Peggy Gilbert and her Symphonics", entre outros), na qual ela também interpretava saxofone, vibrafone, piano e vocais.
Durante as décadas de 1930 1940 Peggy Gilbert and e a sua banda actuaram nos mais famosos clubes nocturnos de Hollywood, desde o "Cotton Club" ao "Cocoanut Grove". Durante este período também apareceu em filmes, viajando pelo Alasca com uma trupe de "USO", e começou a ser uma advogada para mulheres músicas. Depois de um período de dificuldades a seguir à Segunda Guerra Mundial, Gilbert fez sucesso em programas de rádio e televisão durante a década de 1950, aparecendo em anúncios comerciais tal como em espectáculos tais como "The Golden Girls", "Dharma and Greg", e outros programas.
Em 1974, aos 69 anos de idade, criou a sua última grande banda feminina, as "The Dixie Belles", com outros acompanhamentos musicais da era do vaudeville e das "Big Band" (Grandes Bandas). O grupo actuou com grande aclamação na televisão e em festivais de Jazz, aparecendo no "The Tonight Show with Johnny Carson" e na "Rose Bowl Parade" de 1980, entre muitos outros compromissos. Em 1985 a banda gravou o álbum "Peggy Gilbert & The Dixie Belles", o qual está disponível em CD (com a chancela da "Cambria Master Recordings").
Inteligente, generosa, e charmosa, Peggy Gilbert viveu até aos 102 anos de idade.